# Slim Borgudd
Karl Edward Tommy Borgudd (bolj znan kot Slim Borgudd),  švedski dirkač Formule 1, * 25. november 1946, Borgholm, Kalmar län, Švedska, † 23. februar 2023.

## Življenjepis
V sezoni 1979 je osvojil naslov prvaka v prvenstvu Švedske Formule 3. V Formuli 1 je debitiral v sezoni 1981, ko je nastopil na dvanajstih dirkah. Od tega se mu je uspelo kvalificirati na sedem dirk, na katerih je štirikrat odstopil, dosegel pa trinajsto mesto na svoji prvi dirki za Veliko nagrado San Marina, šesto mesto in svojo edino uvrstitev med dobitnike točk na Veliki nagradi Velike Britanije, in deseto mesto na dirki za Veliki nagradi Nizozemske. V naslednji sezoni 1982 je nastopil na prvih treh dirkah sezone in dosegel šestnajsto mesto na Veliki nagradi Južne Afrike, sedmo mesto na Veliki nagradi Brazilije in deseto mesto na Veliki nagradi zahodnih ZDA

## Popolni rezultati Formule 1
(legenda) (odebeljene dirke pomenijo najboljši štartni položaj, poševne pa najhitrejši krog, †-uvrščen kljub odstopu)
| Leto | Moštvo       | Šasija      | Motor       | 1      | 2     | 3       | 4      | 5       | 6        | 7       | 8       | 9    | 10      | 11      | 12     | 13      | 14      | 15      | 16  | Prv | Toč |
| ---- | ------------ | ----------- | ----------- | ------ | ----- | ------- | ------ | ------- | -------- | ------- | ------- | ---- | ------- | ------- | ------ | ------- | ------- | ------- | --- | --- | --- |
| 1981 | Team ATS     | ATS D4      | Cosworth V8 | ZZDA   | BRA   | ARG     | SMR 13 |         | MON DNPQ |         |         |      |         |         |        |         |         |         |     | 18. | 1   |
| 1981 | Team ATS     | ATS HGS1    | Cosworth V8 |        |       |         |        | BEL DNQ |          | ŠPA DNQ | FRA DNQ | VB 6 | NEM Ret | AVT Ret | NIZ 10 | ITA Ret | KAN Ret | LVE DNQ |     | 18. | 1   |
| 1982 | Team Tyrrell | Tyrrell 011 | Cosworth V8 | JAR 16 | BRA 7 | ZZDA 10 | SMR    | BEL     | MON      | VZDA    | KAN     | NIZ  | VB      | FRA     | NEM    | AVT     | ŠVI     | ITA     | LVE | -   | 0   |